# لي روبرتس (لاعب كرة سلة)
لي روبرتس (10 فبراير 1987 في الولايات المتحدة - ) (بالإنجليزية: Lee Roberts)‏ هو لاعب كرة سلة أمريكي في مركز هجوم قوي الجسم. لعب مع Findlay Oilers ‏.

## وصلات خارجية
- لي روبرتس على موقع fiba3x3.com (الإنجليزية)
- لي روبرتس على موقع كرة السلة الأوروبية.كوم (الإنجليزية)
- لي روبرتس على موقع ريلجم (الإنجليزية)
- لي روبرتس على موقع بروبوليرز (الإنجليزية)